# Scopula bitinctata
Scopula bitinctata là một loài bướm đêm trong họ Geometridae.